# Шаллер, Симона
Симо́на Эсте́ль Ша́ллер Кирин (англ. Simone Estelle Schaller Kirin; 22 августа 1912, Манчестер — 20 октября 2016, Аркейдия, Калифорния) — американская легкоатлетка, специализировалась на беге с барьерами. Участница летних Олимпийских игр (1932, 1936).

## Биография
Симона Шаллер родилась 22 августа 1912 года в Манчестере (штат Коннектикут) в семье швейцарца и итальянки. Когда ей было 7 лет, он вместе с семьёй переехала в Монровию (штат Калифорния).
В 1932 году была включена в состав сборной США для участия на летних Олимпийских играх. В соревнованиях по бегу на 80 метров с барьерами Симона в полуфинале установила мировой рекорд, показав время 11,8 секунд. В финале она заняла 4-е место, показав одинаковый результат с южноафриканской спортсменкой Марджори Кларк. 
В 1933 году выиграла забег на 100 метров с барьерами на чемпионате США.
Спустя четыре года Шаллер принимала участие на летних Олимпийских играх 1936 года, где во втором полуфинальном забеге заняла итоговое 4-е место и в финал не попала.
Скончалась 20 октября 2016 года в возрасте 104 лет в своём доме в Аркейдии от естественных причин. На момент смерти она считалась старейшей участницей Олимпийских игр и последней живой участницей Олимпийских игр 1932 года.